# 森下裕美
森下 裕美（もりした ひろみ、1962年9月7日 - ）は、日本の女性漫画家。奈良県宇陀市出身。奈良県立山辺高等学校卒業。漫画家の山科けいすけは夫。血液型AB型。1985年時点の本名は、森下裕美。

## 経歴
1982年、「少年は青春を好きだった」で第36回フレッシュジャンプ賞佳作受賞（『週刊少年ジャンプ』（集英社）1982/05/24号に掲載・”森下ひろみ”名義）。「英語教師」で第6回ヤングジャンプ青年漫画大賞準入選。前後して、「少年」（『ガロ』4月号）でデビュー。まもなく『週刊少年ジャンプ』（集英社）に「JUN」を連載（1982年33号より42号。森下ひろみ名義）。その後は次第に4コマ漫画中心となる。2005年執筆開始の『大阪ハムレット』は、久々のページ物のシリアス作品だが、絵柄をはじめギャグ風味も残している。
ひさうちみちおに師事したわけではなく、ひさうちのところに遊びに来た時に一度少し仕事を手伝った程度である。
代表作に『少年アシベ』（週刊ヤングジャンプ）、『ここだけのふたり!!』（まんがくらぶ）など。『少年アシベ』はTVアニメ化もされた。4コマ作品は3頭身のかわいらしいキャラクターが登場するほのぼのとした雰囲気の中にある種の世知辛さや、時に冷徹とも言える人間描写が差し挟まれるのが特徴である。「顔はかわいいが心は黒い」「顔はブサイクで心も黒い」キャラクター設定を好み、「顔も心もかわいい」主役は影が薄くなっていったり、「顔はブサイクだが心はまとも」な脇役がたびたび悲惨な目に遭う展開も多い。基本的には日常生活ものが多いが、夫・山科の作を連想させるようなぶっ飛んだナンセンスギャグも好み、近作『黒トカゲ』などはその傾向が強い。
2002年より毎日新聞夕刊にて『ウチの場合は』を連載中。全国紙での連載であるだけに、上記の突出嗜好は抑えめで比較的万人受けする内容となっている。
1992年、『ここだけのふたり!!』により第21回日本漫画家協会賞優秀賞を、『大阪ハムレット』（漫画アクション連載）により2006年に第10回文化庁メディア芸術祭マンガ部門優秀賞を、2007年に第11回手塚治虫文化賞短編賞を受賞している。

## 作品リスト
- JUN（集英社『週刊少年ジャンプ』1982年33号 - 42号）
- ロックロックであわおこし（集英社『フレッシュジャンプ』1982年創刊3号）[3]
- 荒野のペンギン（集英社『週刊ヤングジャンプ』1984年 - 1986年）
- 金魚のまくら（青林堂） - 短編作品集
- SS〈サイボーグサラリーマン〉（集英社『ビジネスジャンプ』）
- 恋人のいる街（河出書房新社） - 短編作品集
- あっ にてる（集英社） - 短編作品集
- 23のさかな（双葉社） - 短編作品集
- 少年アシベ（集英社『週刊ヤングジャンプ』1988年24号 - 1994年3・4合併号）
  - COMAGOMA（集英社『週刊ヤングジャンプ』2000年46号 - 2004年17号）
  - 青少年アシベ（双葉社『月刊アクション』2017年9月号[4] - 2024年4月号（休刊号）[5]→『webアクション』[5]、原作・構成）
  - 小3アシベ QQゴマちゃん（双葉社『漫画アクション』2020年No.7 - 連載中）
- ここだけのふたり!!（竹書房『まんがくらぶ』1988年 - 2002年12月号）
  - ここだけのふたり!（双葉社『漫画アクション』2008年5号 - 19号）
- ひまわり武芸帖（双葉社『COMICアクションキャラクター』1988年 - 1990年）
- カッパ天国（竹書房） - 短編作品集
- スーパーまるでん（集英社『スーパージャンプ』1995年6号 - 2002年3号）
- エンヤ KODOMO忍法帖（小学館『週刊少年サンデー』1995年21・22合併号 - 1998年20号）
- ライオン帝王（ぶんか社『ヤングテイオー』1995年）
- 仕事でおさる（光文社『女性自身』）
- ナゾナゾ謎のお友達（小学館『コミックGOTTA』2000年2月号 - 2001年6月号）
- ウチの場合は（毎日新聞社『毎日新聞夕刊』2002年 - 連載中）
- かわうそ3きょうだい（新潮社『週刊コミックバンチ』2003年36・37合併号） - 読切
- 大阪ハムレット（双葉社『漫画アクション』2005年10号 - 2010年）
- 夜、海へ還るバス（双葉社『漫画アクション』）
- トモちゃんはすごいブス（双葉社『漫画アクション』2010年21号 - 2013年12号）
- なのな フォト ゴロー（双葉社『WEBコミックアクション』2013年8月 - 2015年9月）
- 36寿司(サブロクズシ)（双葉社『カラフル』2013年8月 - 2016年1月）
- 黒トカゲ（双葉社『カラフル』2018年5月 - 2019年4月、原作：江戸川乱歩）

## ゲーム
- マイライフ マイラブ ぼくの夢わたしの願い

## その他
- 宝島社「このミステリーがすごい! 2000年版」表紙イラスト（1999年）
- 奈良弁護士会マスコットキャラクター「こまちゃん」デザイン[6]

## 関連人物
- 山科けいすけ - 夫
- 森下太朗 - 従兄弟
- ひさうちみちお
- かずといずみ
- 森々れもん（大倉第）